# دان گرین‌ول
دان گرین‌ول (انگلیسی: Don Greenwell; ۴ ژانویهٔ ۱۹۲۴ – دسامبر ۲۰۰۲ (aged 78)) بازیکن فوتبال اهل بریتانیا بود.
از باشگاه‌هایی که در آن بازی کرده‌است می‌توان به باشگاه فوتبال یورک سیتی اشاره کرد.